# Ardnave (Halbinsel)

Topographische Karte von Islay mit der Ardnave-Halbinsel im Nordwesten

Als Ardnave (gälisch: Àird Nèimh) wird eine Halbinsel im Norden der schottischen Insel Islay bezeichnet. Ihr Name bedeutet Hügel der Höhle oder hoher heiliger Ort.

## Geographie

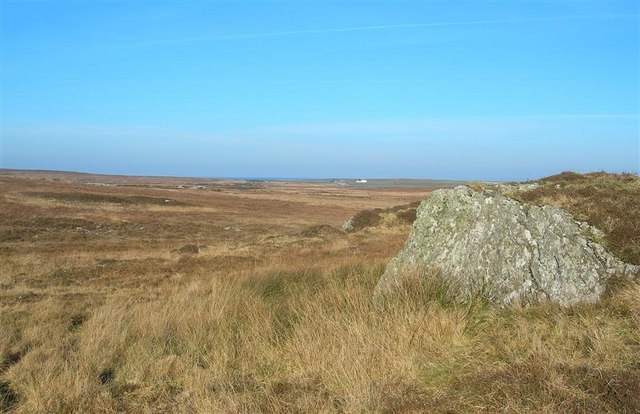
Typische hügelige Moorlandschaft auf Ardnave. Im Hintergrund ist das Ardnave House mit den zugehörigen Stallungen zu sehen.

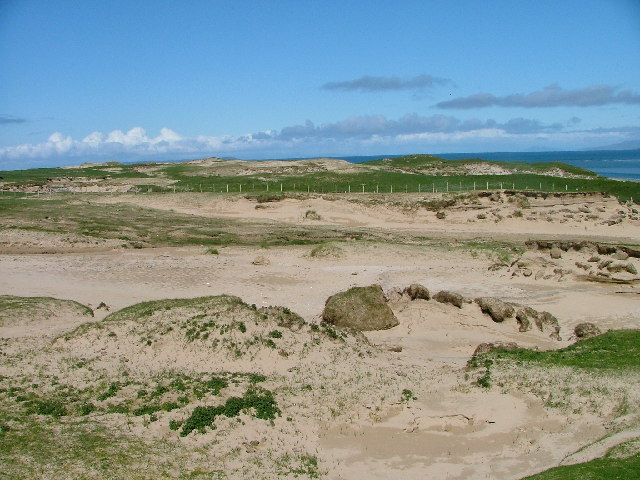
Dünenlandschaft an Ardnave Point

### Lage
Die Ardnave-Halbinsel nimmt den Nordwestteil der Hebrideninsel Islay ein. Im Süden ist sie durch eine 5,8 km lange gedachte Linie zwischen dem Kopf des Meerearmes Loch Gruinart und der Bucht Sanaigmore Bay abgegrenzt. Die Landmasse stößt 6,5 km in nordnordöstliche Richtung und endet schließlich an dem Kap Ardnave Point gegenüber der Insel Nave. Dabei bildet Ardnave den größten Teil der Nordwestküste Islays und die Westküste von Loch Gruinart. Wie auch die südlich gelegene Halbinsel Rhinns of Islay, ist Ardnave nur über eine Landenge zwischen den Meeresbuchten Loch Indaal und Loch Gruinart zu erreichen. Administrativ ist Ardnave als Teil von Islay der Council Area Argyll and Bute zugehörig. Historisch war sie Teil der heute traditionellen Grafschaft Argyllshire.

### Gelände
Die Landschaft zeigt wechselnde Episoden von Moor-, Heide und Dünenlandschaften, Marsch- und Ackerland. Das Gelände ist meist gekennzeichnet durch sanfte Hügellandschaften, welche sich jedoch auf maximal 76 m (Creag Mhòr im Südosten) erheben. Die Westküste ist in der Regel felsig, während an Ardnave Point Dünen zu finden sind. Die Ostküste um Loch Gruinart besteht aus sandigen Salzmarschen.

### Gewässer
Auf der Ardnave-Halbinsel befinden sich verschiedene Seen. Zu den größten zählen Ardnave Loch im Norden, der südlicher gelegene Loch Laingeadail sowie Loch an Fhir Mhor an der Südgrenze. Die ersteren beiden Seen sind durch einen Bach miteinander verbunden. Es gibt viele kleine Bäche, die in Ost-West-Richtung verlaufen und nach kurzem Lauf in den Atlantischen Ozean beziehungsweise Loch Gruinart münden.

### Siedlungen
Die Insel Islay ist mit 3457 Einwohnern (Stand: 2001) bei einer Fläche von 615 km2 nur dünn besiedelt. Auf der Ardnave-Halbinsel befindet sich keine der größeren Ortschaften, sondern lediglich kleine landwirtschaftlich geprägte Siedlungen, die heute meistens nur noch aus einzelnen Gehöften bestehen. Von historischer Bedeutung ist die Ortschaft Kilnave, die wahrscheinlich schon seit dem 5. Jahrhundert ein christliches Zentrum auf Islay bildete, wovon heute noch die Ruinen der Kilnave Chapel und das Kilnave Cross zeugen. Das moorige und hügelige Innere der Halbinsel ist weitgehend unbesiedelt.

### Verkehr

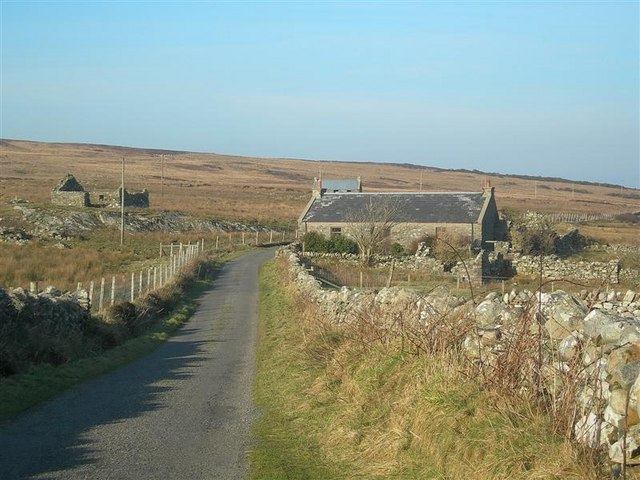
Einspurige befestigte Straße westlich von Loch Gruinart

Auf Ardnave existiert nur eine befestigte, einspurige Straße. Diese ist über zwei Abzweigungen von der A847 zu erreichen und führt entlang der Küste von Loch Gruinart im Osten der Insel und passiert die Siedlungen Gruinart und Kilnave, bevor sie in Tayovullin endet. Die Fortführung der Straße besteht aus unbefestigten Pisten, über welche die Siedlung Ardnave und auch Ardnave Point erreichbar sind. Entlang der Westküste von Ardnave sind keine Straßen vorhanden. Eine einspurige Straße führt jedoch bis Sanaigmore am Fuß der Halbinsel. Eisenbahnstrecken sind nicht vorhanden.

### Fauna
Infolge des Vogelreichtums, insbesondere im Vereinigten Königreich seltener Arten, sind Teile von Ardnave als Europäisches Vogelschutzgebiet ausgewiesen. Die Küste von Loch Gruinart bildet hierbei das bedeutendste Vogelrevier. Dort versammeln sich im Frühherbst alle im Vereinigten Königreich überwinternden Exemplare der grönländischen Weißwangengans (Branta leucopsis), bevor sie teilweise nach Westschottland oder Irland weiterziehen. 74,1 % überwintern jedoch dort. Auch 7,1 % der grönländischen Blässgänse im Vereinigten Königreich (Anser albifrons flavirostris) überwintern auf Ardnave.

## Geschichte

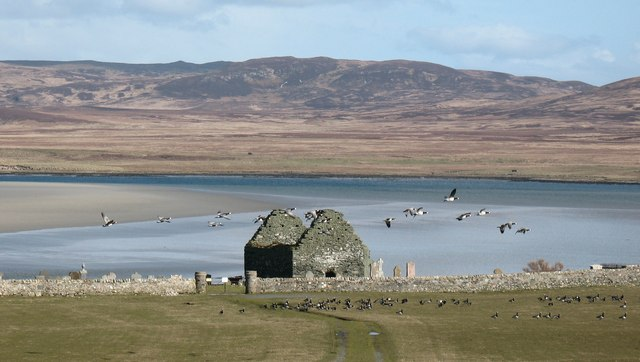
Ruinen der Kilnave Chapel

Anhand von ausgedehnten archäologischen Untersuchungen wurde gezeigt, dass die Ardnave-Halbinsel bereits seit dem 2. Jahrtausend vor unserer Zeit besiedelt ist. So wurden unter anderem eisenzeitliche Gegenstände gefunden. Auch die Crannógs in Ardnave Loch, Loch Laingedail und Loch an Fhir Mhor zeugen von früher Besiedlung.
An der Küste von Loch Gruinart wurde im Jahre 1598 die letzte bedeutende Schlacht zwischen zwei Clans auf Islay statt. In der Schlacht von Gruinart standen sich Sir Lachlan Mor MacLean und sein Neffe Sir James MacDonald gegenüber. Streitpunkt waren der Besitz der Rhinns of Islay, welche MacLean als Mitgift erhalten haben wollte. Die MacLeans unterlagen und wurden fast ausnahmslos getötet. In diesem Zusammenhang wurde auch die Kilnave Chapel zerstört.

## Denkmäler

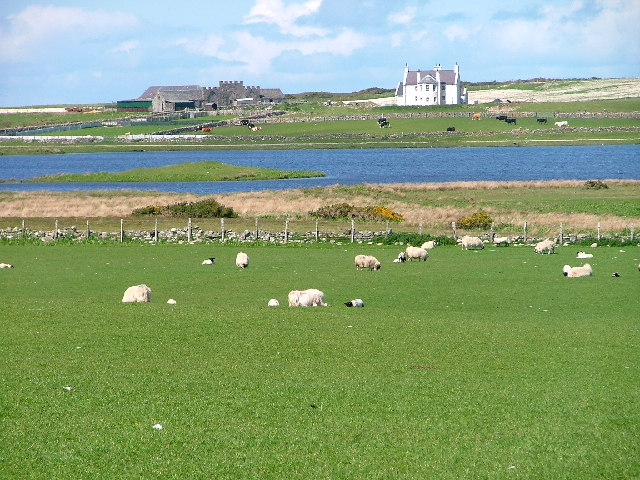
Ardnave House (rechts) und Ardnave Steading jenseits von Ardnave Loch

Auf Ardnave befinden sich vier in den schottischen Denkmallisten verzeichnete Objekte. Hierzu zählt die als Scheduled Monument gelistete Ruine der, nach Einschätzung von Historic Environment Scotland, um das Jahr 1400 errichteten Kilnave Chapel. Die im keltischen Stil aus Bruchstein erbaute Kapelle befindet sich in Kilnave und überblickt Loch Gruinart. Angeschlossen ist ein Friedhof, auf dem sich das ebenfalls denkmalgeschützte Kilnave Cross befindet, dessen Entstehung auf das 5. Jahrhundert geschätzt wird.
In der Ortschaft Ardnave sind die einzigen beiden heute noch genutzten Gebäude als Denkmäler der Kategorie B klassifiziert. Für das im Georgianischen Stil erbaute Bauernhaus Ardnave House existieren widersprüchliche Errichtungsdaten. Während Historic Scotland einen Bauzeitraum um das Jahr 1750 angibt, gibt die Royal Commission on the Ancient and Historical Monuments of Scotland das späte 18. Jahrhundert bis frühe 19. Jahrhundert als Zeitraum an. Die 50 m westlich liegenden zugehörigen Stallungen stammen wahrscheinlich aus dem 18. Jahrhundert.